# Dan Petrescu
Daniel Vasile Petrescu (Boekarest, 22 december 1967) is een Roemeense voetbaltrainer en voormalig voetballer.

## Spelerscarrière
Als professioneel voetballer was Petrescu vooral succesvol met Steaua Boekarest. Hiermee speelde hij in 1989 de Europacup I-finale. Verder trad hij onder meer aan met Chelsea in de UEFA Super Cup en kwam hij 95 keer uit voor het Roemeense nationale voetbalelftal. Petrescu scoorde twaalf keer voor zijn vaderland.

## Erelijst
Als speler
 Steaua Boekarest
- Divizia A: 1985/86, 1987/88, 1988/89
- Cupa României: 1988/89

 Chelsea
- FA Cup: 1996/97
- Football League Cup: 1997/98
- Europacup II: 1997/98
- UEFA Super Cup: 1998

Individueel als speler
- Overseas Team of the Decade – Premier League 10 Seasons Awards (1993–2003)

Als trainer
 Unirea Urziceni
- Liga 1: 2008/09

 Koeban Krasnodar
- Pervy divizion PFL: 2010

 Târgu Mureș
- Supercupa României: 2015

 Jiangsu Suning
- Chinese FA Cup: 2015

 Cluj
- Liga 1: 2017/18, 2018/19, 2019/20

Individueel als trainer
- Roemeens Trainer van het Jaar: 2008, 2009, 2011, 2019

1 Prunea ·
2 Petrescu ·
3 Prodan ·
4 Belodedici ·
5 Lupescu ·
6 Popescu ·
7 Munteanu ·
8 Chiriță ·
9 Răducioiu ·
10 Hagi  ·
11 Dumitrescu ·
12 Stelea ·
13 Selymes ·
14 Mihali ·
15 Panduru ·
16 Vlădoiu ·
17 Moldovan ·
18 Gâlcă ·
19 Papură ·
20 Stîngă ·
21 Ivan ·
22 Preda ·
Coach: Iordănescu
1 Stelea ·
2 Petrescu ·
3 Prodan ·
4 Belodedici ·
5 Lupescu ·
6 Popescu ·
7 Lăcătuș ·
8 Sabău ·
9 Răducioiu ·
10 Hagi  ·
11 Munteanu ·
12 Prunea ·
13 Selymes ·
14 Gâlcă ·
15 Doboș ·
16 Mihali ·
17 Filipescu ·
18 Stîngǎ ·
19 Ilie ·
20 Moldovan ·
21 Vlădoiu ·
22 Tene ·
Coach: Iordănescu
1 Stângaciu ·
2 Petrescu ·
3 Dulca ·
4 Doboș ·
5 Gâlcă ·
6 Georghe Popescu ·
7 Lăcătuș ·
8 Munteanu ·
9 Moldovan ·
10 Hagi  ·
11 Ilie ·
12 Stelea ·
13 Ciobotariu ·
14 Niculescu ·
15 Marinescu ·
16 Gabriel Popescu ·
17 Dumitrescu ·
18 Filipescu ·
19 Stîngă ·
20 Selymes ·
21 Craioveanu ·
22 Prunea ·
Coach: Iordănescu
1 Lobonț ·
2 Petrescu ·
3 Ciobotariu ·
4 Filipescu ·
5 Gâlcă ·
6 Popescu ·
7 Mutu ·
8 Munteanu ·
9 Moldovan ·
10 Hagi  ·
11 Ilie ·
12 Stelea ·
13 Chivu ·
14 Petre ·
15 Lupescu ·
16 Roșu ·
17 Belodedici ·
18 Ganea ·
19 Lincar ·
20 Hîldan ·
21 Prunea ·
22 Contra ·
Coach: Jenei